# تبادل لغة التأشير الوسوعة الفعال
تبادل XML الفعال ( EXI ) هو تنسيق XML ثنائي لتبادل البيانات على شبكات الحاسوب. طُوّر من قِبل مجموعة عمل التبادل القابل للتوسعة الفعال التابعة لرابطة الشبكة العالمية(W3C)، وهو أحد أبرز الجهود المبذولة لترميز مستندات XML بتنسيق بيانات ثنائي، بدلاً من النص العادي. يُقلل استخدام تنسيق EXI من إطناب مستندات XML، بالإضافة إلى تقليل تكلفة التحليل. يعتمد تحسين أداء كتابة (إنشاء) المحتوى على سرعة الوسيط المُستخدم للكتابة، وطرق وجودة التنفيذ الفعلي. يُعد تنسيق EXI مفيدًا لـ:
- مجموعة كاملة من أحجام مستندات XML، من عشرات البايتات إلى تيرابايت
- تقليل النفقات الحسابية لتسريع تحليل المستندات المضغوطة
- زيادة قدرة الأجهزة الصغيرة على التحمل من خلال الاستفادة من الضغط الفعال

## تاريخ
شَكلت رابطة الشبكة العالمية (W3C) مجموعة عمل لتوحيد تنسيق في مارس 2006. تم اختيار EXI كتنسيق XML الثنائي لـ W3C بعد تقييم العديد من المقترحات التي تضمنت Fast Infoset. تنسيق EXI مشتق من تنسيق XML الفعال AgileDelta. تم اعتماد EXI كتوصية من رابطة الشبكة العالمية (W3C) بواسطة رابطة الشبكة العالمية(W3C) في 10 مارس 2011. تم نشر طبعة ثانية في فبراير 2014.
في نوفمبر 2016، تمت إعادة تسمية مجموعة العمل إلى "التبادل القابل للتوسعة الفعال (EXI)" من "التبادل الفعال للغة التأشير الوسوعة (XML)(EXI)" لتعكس النطاق الأوسع لتطبيق EXI خارج XML إلى لغات وصف البيانات الأخرى.
من مزايا EXI مقارنةً بـ Fast Infoset أن EXI (اختياريًا) يستخدم قيودًا أكثر من مخطط XML . هذا يجعل بيانات EXI أكثر إحكامًا؛ على سبيل المثال، إذا كان مخطط XML ينص على أن العناصر المسماة "bar" لا يمكن أن توجد إلا داخل العناصر المسماة "foo"، يمكن لـ EXI تعيين رمز أقصر لعنصر "bar"، مع العلم أنه لا يشترط مشاركة نفس مساحة الرمز مع العناصر الموجودة في مكان آخر من المستند. العيب الرئيسي لاستخدام هذا الضغط "المستند إلى المخطط" هو أن المستند لا يحتاج إلى مخطط فحسب، بل يحتاج أيضًا إلى نسخة من نفس المخطط الذي استخدمه المشفر.

## الاستخدامات
تتوفر مجموعة متنوعة من التطبيقات المتوافقة مع EXI.
تتوفر مجموعة متنوعة من تنفيذات EXI التي تمكن من دمج قدرات EXI في أدوات أخرى. 
ذات صلة: يتم تكييف EXI لتنسيقات البيانات غير لغة التأشير الوسوعة (XML) أيضًا.
- EXI4JSON هي مواصفة تم تطويرها بواسطة نفس مجموعة العمل لاستخدام نفس التنسيق لمستندات JSON.[9]

تم التوصية باستخدام EXI في شبكة المعلومات العالمية التابعة لوزارة الدفاع الأمريكية.

## العمل المستقبلي
وتستمر مجموعة العمل EXI في متابعة المبادرات التجريبية المتعددة.
- يستكشف EXI4CSS كيفية تعيين Cascading Style Sheets (CSS) إلى EXI. [11]
- يبدو أن EXI لـ JavaScript ممكن إذا تم استخدام شجرة التحليل المنظمة الأولية لكود المصدر. [5]
- دراسة إمكانية تكوين XML EXI مع تشفير XML والتوقيع الرقمي XML.

## روابط خارجية
- تنسيق تبادل XML الفعال 1.0 (توصية W3C)
- تقييم تبادل XML الفعال (ملاحظة مجموعة العمل)
- EXIficient - EXIficient عبارة عن مجموعة من التطبيقات مفتوحة المصدر لمواصفات تنسيق W3C Efficient XML Interchange (EXI)
- EXIP - تنفيذ C مفتوح المصدر
- Nagasena - تنفيذات Java/C# مفتوحة المصدر لتنسيق EXI 1.0 المقدمة من FUJITSU.
- XML™ الفعال - التنفيذ التجاري لمواصفات EXI في Java و.NET وC وC++
- Exi-Connexion - تنفيذ جافا مفتوح المصدر لمسودة عمل EXI 26 مارس 2008 (  )
- أدوات OSS EXI لـ C/C++ وأدوات OSS EXI لـ .NET - تنفيذ تجاري لـ EXI (إصدار النموذج الأولي) بواسطة OSS Nokalva